# Ron Richards
Ron Richards (né le 5 juin 1963) est un sauteur à ski canadien.

## Palmarès

### Jeux Olympiques
| Épreuve / Édition | Sarajevo 1984 | Calgary 1988 | Lillehammer 1992 |
| Petit Tremplin    | 29e           | 32e          | 46e              |
| Grand Tremplin    | 25e           | 53e          | 43e              |
| Par équipes       |               | 9e           | 14e              |

### Championnats du monde
| Épreuve / Édition | Oslo 1982 | Seefeld 1985 | Oberstdorf 1987 | Lahti 1989 | Val di Fiemme 1991 |
| Petit Tremplin    | 34e       |              | 56e             | 61e        | 36e                |
| Grand Tremplin    | 20e       | 30e          | 47e             | 47e        | 38e                |
| Par équipes       | 5e        |              |                 |            |                    |

### Championnats du monde de vol à ski
| Épreuve / Édition | Vikersund 1990 |
| Individuel        | 41e            |

### Coupe du monde
- Meilleur classement final: 27e en 1990.
- Meilleur résultat: 4e.